# 帰一協会
帰一協会（きいつきょうかい）は、1912年（明治45年）6月20日に設立された、宗教者同士の相互理解と協力を推進する組織である。神道・仏教・キリスト教などの諸宗教は本来同根であるという「万教帰一」の考えにもとづく。
1942年（昭和17年）12月20日に解散した。

## 概要

### 設立
日露戦争（1904年 - 1905年）後の日本社会は、かえって不安定さを増し、それに対し「国民道徳」の強化でこれを克服しようとする動きも高まった。1909年（明治42年）の戊申詔書の発布はこれにあたるが、宗教家懇談会の流れで、1912年（明治45年）2月25日に三教会同が行われたことなどもこうした動きのひとつである。その後、日本女子大学創立者の成瀬仁蔵を中心に、姉崎正治、浮田和民、渋沢栄一、森村市衛門左衛門らの学者・実業家らが、1912年4月11日に渋沢英一邸にて帰一協会準備会を行った。同年6月20日，帰一協会は正式に発足した。発足人は、哲学、宗教学、キリスト教神学などの学者や渋沢栄一らの実業家12名である。
協会の標語は「階級、国民、人種、宗教の帰一」であり、諸宗教・諸道徳が、同一の目的に向かって相互理解と協力を推進することを意味していた。規約には、
が第一条として掲げられた。協会運営のための会費は、一般会員は年間6円で、協会のパトロンである渋沢は年間1000円を寄付した。
1. 信仰問題
2. 風教問題
3. 社会・経済・政治問題（精神的方面を中心に）
4. 国際ならびに人道問題

の4点を議題とし、協議した結果を「宣言」として公表したり、あるいはその研究を「叢書」として版行するなどの啓蒙活動を行った。
当初の会員は、一流の、学者・実業家・宗教家ら、100名ほど。会員には、江原素六、島田三郎、新渡戸稲造、石橋智信、今岡信一良、高木八尺や、M・C・ハリス、D・C・グリーン、C・マコウリー、W・アキスリングなどの宣教師たちも参加した。

### 海外への広がりと運動の衰退
有力会員の働きかけにより、アメリカ合衆国やイギリスでも趣旨にも賛同する知識人たちによって帰一協会（The Association Concordia）が結成された。しかし、第一次世界大戦以降は活動が自然消滅してしまったとされている。
現実社会の多様化や複雑化は、協会が当初提示した理想の実現を困難なものにしていった。日本においても、第一次大戦期が活動のピークであったとされており、1919年（大正8年）に成瀬仁蔵が亡くなり、活動の支援者であった渋沢も協会とは一定の距離をおくようになった。その渋沢も1931年（昭和6年）に亡くなり、1934年（昭和9年）に宗教学者の姉崎正治が東京大学を退職したのちは、運動はいっそう衰退していった。

## 協会の内実と変遷
1912年に発足した帰一協会は、当初は宗教を中心とする帰一を議論する場としての性格が強かったが、グローバル化の進展に応じて「国際道徳」や「世界平和」を議論する意思も強固に有していた。
一方、帰一協会は多様な立場からの知識人が一堂に会して成立した組織であったために、内部における意見の対立や相違はむしろ当然であった。ある会員からは「帰一しないという一点についてだけは、帰一している」と揶揄されたほどであった。たとえば、渋沢栄一は儒教を中心に置いた宗教統一の可能性を帰一協会に見出そうとしていたのに対し、姉崎正治は宗教観対立および宗教と教育との協調に関心をいだいていた。
渋沢はしだいに「儒教を中心にした帰一は困難である」ことに気づき、のちに設立時の意欲は薄らいでしまったことを告白し、「宗教は迷信を利用して、民衆を欺くところがあるが、儒教は合理的なので評価に値する」とも述べていたのに対し、姉崎は知的エリートの役割を強く打ち出す渋沢の宗教観を批判し、「私は他人を率いるだけでなく、他人と信仰を、生死をともにするという点に宗教の特色があると考えていた」と述懐していた。

## 関連逸話
森鷗外の1916年発表の小説『寒山拾得』に付記された「寒山拾得縁起」のなかで鷗外は、子どもからの宗教にかかわる質問に対して、それを拒んで答えないことはそれが嘘だと言うに等しいことであるとして帰一協会が当時子どもへの悪影響を懸念していたことを記し、これが同作品発表の動機のひとつであると説明している。